# Holomelia gigantea
Holomelia gigantea är en skalbaggsart som beskrevs av Miyake 1996. Holomelia gigantea ingår i släktet Holomelia och familjen Melolonthidae. Inga underarter finns listade i Catalogue of Life.